# Fernando Díaz de Mendoza y Aguado
Fernando Díaz de Mendoza y Aguado, conde de Balazote y Lalaing, VI marqués de Fontanar (Murcia, 7 de junio de 1862-Vigo, 20 de octubre de 1930), fue un empresario teatral, director y actor español. Él y su esposa, la actriz María Guerrero, dominaron un amplio periodo de la escena teatral española e hispanoamericana.

## Biografía

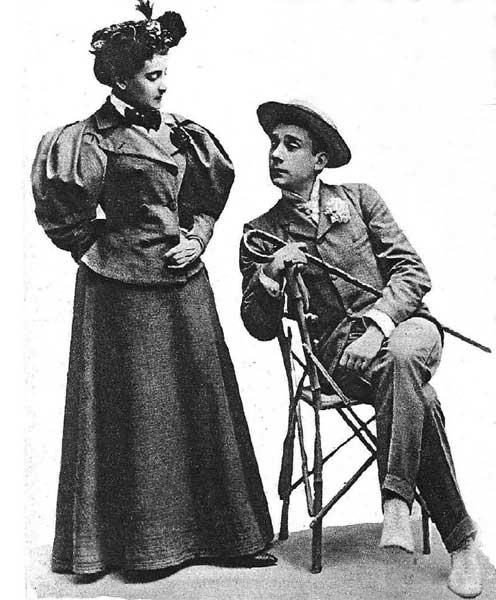
Junto a María Guerrero, a finales del siglo XIX.

### Infancia y primer matrimonio
Fernando Díaz de Mendoza y Aguado nació el 7 de junio de 1862 en Murcia, hijo de Mariano Díaz de Mendoza y Uribe, y de su esposa, Concepción Aguado y Flores, hija de los III condes de Campohermoso. En 1907, heredó de su padre los títulos de vii marqués de San Mamés y vi de Fontanar, y XI Conde de Balazote y VI Conde de Lalaing, ambos con grandeza de España. Culto aristócrata, desde joven mostró inclinaciones artísticas por el teatro, primero en representaciones privadas y luego en festivales benéficos.
El 18 de abril de 1888 contrajo matrimonio con Ventura Serrano y Domínguez, vi marquesa de Castellón, hija del general Francisco Serrano, duque de la Torre y regente del reino. Su esposa falleció después del nacimiento de su hijo, Fernando Díaz de Mendoza y Serrano, nacido el 1 de febrero de 1889, primogénito y heredero de los títulos nobiliarios.

### Sus inicios en el mundo actoral

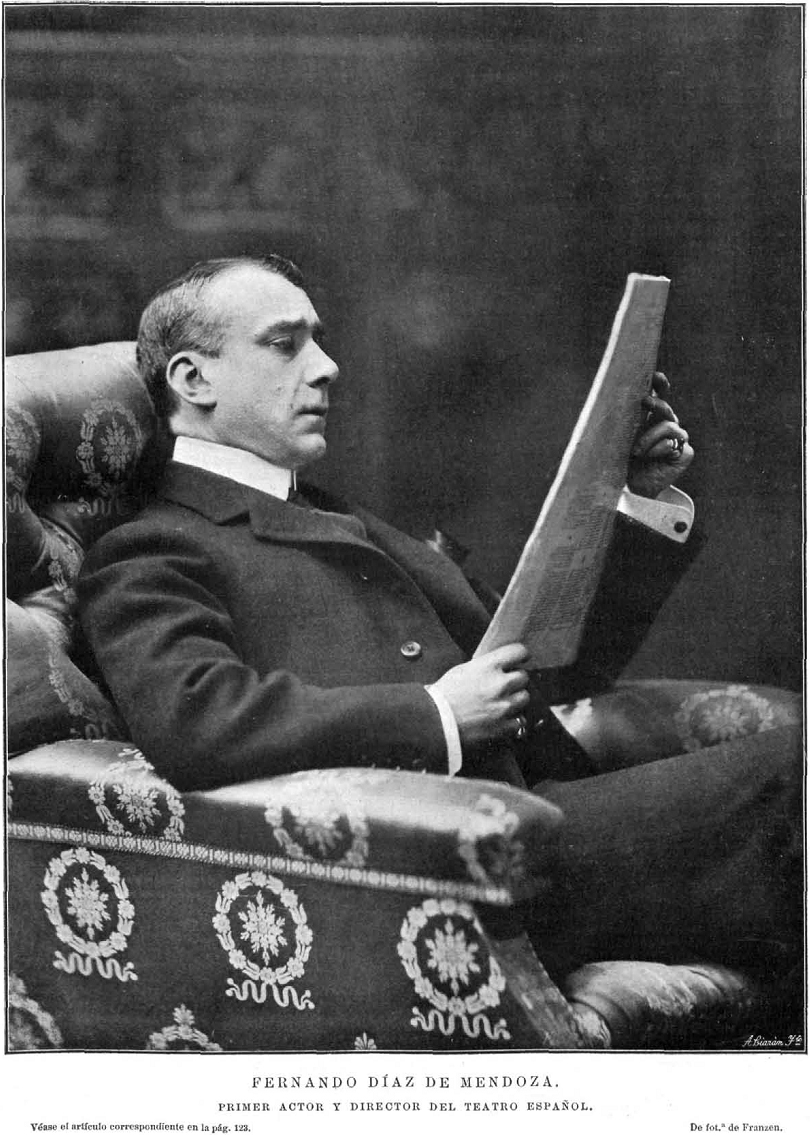
Retrato de Fernando Díaz de Mendoza, obra del fotógrafo Christian Franzen.

Ingresó en 1894 en la compañía del Teatro Español de María Guerrero y Ramón Guerrero, padre de la actriz, representando papeles secundarios de joven galán. La obra con la que debutó para esta compañía fue La Mariana, de José Echegaray, junto a María Guerrero. Su relación con la actriz y empresaria se fue estrechado y se casó con ella el 10 de enero de 1896. Juntos formarían su propia compañía teatral y fueron padres de Fernando (n. 1897) y Carlos Fernando (n. 1898), también actores.

### Trayectoria profesional
Con María Guerrero actuaba tanto en giras internacionales —París, Roma, Milán o Bruselas— como en el Teatro Español gracias a una licencia del Ayuntamiento de Madrid. Como sus compromisos artísticos en Latinoamérica y Europa dificultaban sus obligaciones con las autoridades municipales, decidieron adquirir el Teatro de la Princesa el 20 de marzo de 1908, convirtiéndolo en el centro de actuaciones de la actriz.
Como actor destacó por su papel protagonista en obras como Fuenteovejuna; La Malquerida; Casa con dos puertas, mala es de guardar; El abuelo; En Flandes se ha puesto el sol; Mariucha; Locura de amor; Mancha que limpia; o Don Álvaro o la fuerza del sino. Se le llegó a considerar por muchos críticos el mejor actor español de principios del siglo XX.

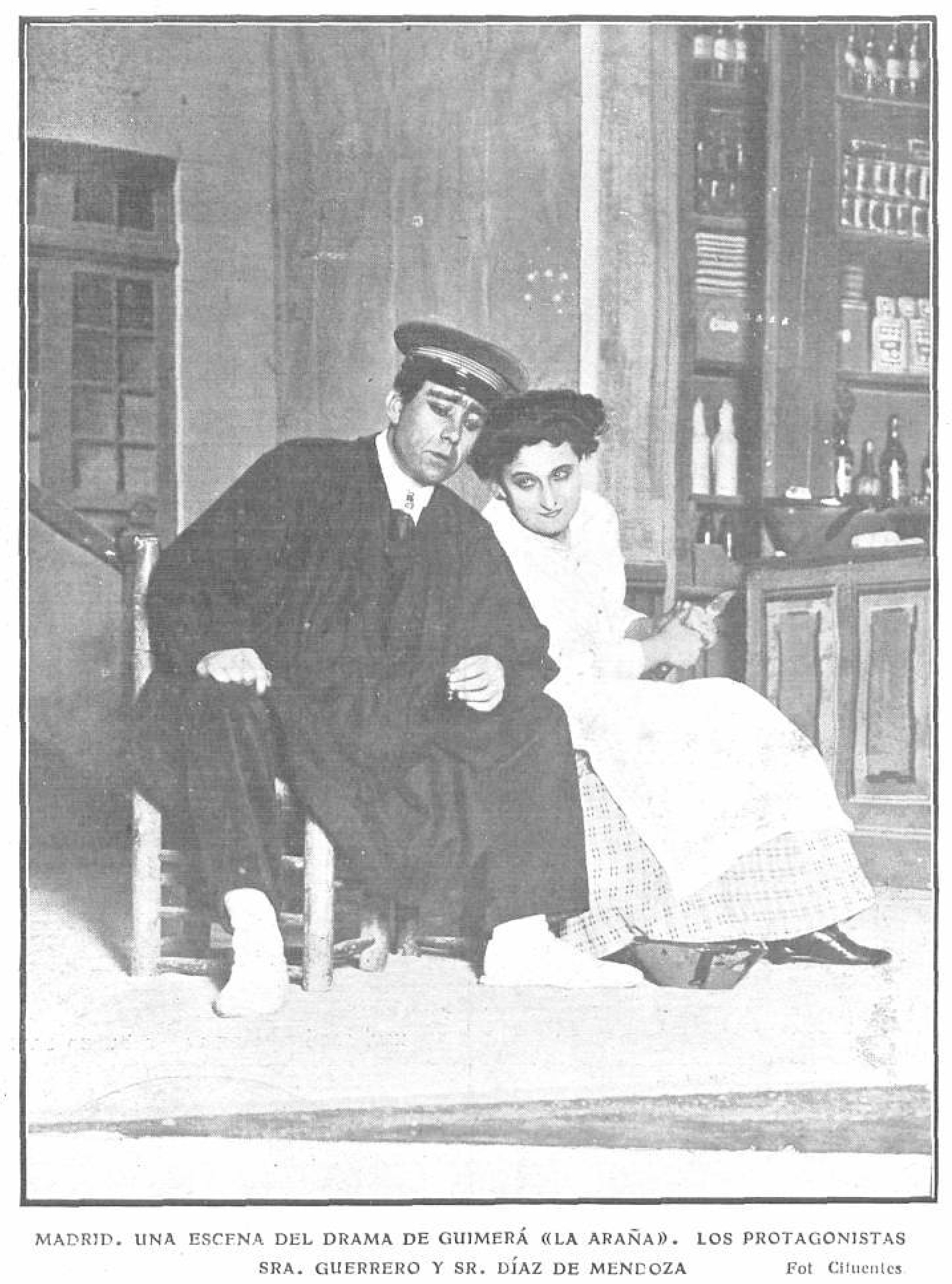
Junto con María Guerrero en La araña, de Ángel Guimerá (1908).

Durante la época en la que el matrimonio estaba a cargo del Teatro de la Princesa se estrenaron en el local obras de los Premios Nobel de Literatura Jacinto Benavente y José Echegaray, así como de otros autores de la talla de Benito Pérez Galdós, Eduardo Marquina, Ramón María de Valle-Inclán, Ángel Guimerá, Gregorio Martínez Sierra, el poeta Francisco Villaespesa, Pedro Muñoz Seca o los Hermanos Álvarez Quintero.
Juntos recorrieron con considerable éxito gran parte de Europa y Latinoamérica, llegando a realizar más de veinticinco giras por el extranjero. En Argentina llegaron a financiar parte del Teatro Nacional Cervantes en 1918, que se inauguró en 1921, y juntos marcaron las directrices del resurgimiento del teatro clásico español.
Al haberse embarcado el matrimonio en la construcción del Teatro Cervantes de Buenos Aires, su economía se vio gravemente mermada y debieron trasladar su residencia en Madrid a los pisos altos del Teatro de la Princesa, al que añadieron una quinta planta, donde permanecerían hasta el fallecimiento de su esposa. Posteriormente, en 1931, este teatro recibió el nombre con el que se le conoce hoy día, Teatro María Guerrero.

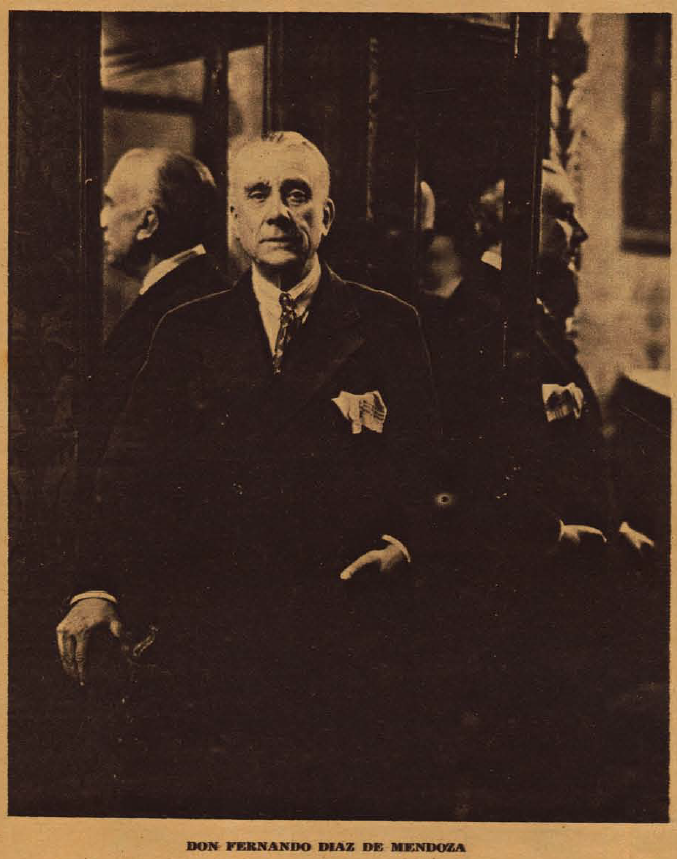
Fernando Díaz de Mendoza y Aguado en 1929.

Como director, Díaz de Mendoza llegó a ser considerado como el mejor de su época tras Emilio Mario, ya que colaboró a la regeneración en España de la puesta en escena, formando a nuevos actores que se convirtieron en grandes artistas de la época y promocionando a nuevos escritores teatrales. Además, junto a María Guerrero, revitalizó los clásicos nacionales, dándoles un espacio fundamental en el teatro. Por su labor de unión entre España e Hispanoamérica, con motivo de sus numerosas giras por el continente, recibieron él y su esposa en 1922 la Cruz de Isabel la Católica. Ya en su vejez, se le concedió la dirección del Conservatorio de Madrid.

### Muerte
Falleció a los 68 años, el 20 de octubre de 1930 en el Hotel Moderno de Vigo (Pontevedra).

### Saga familiar
Sus hijos Luis Fernando y Carlos Fernando fueron actores, así como sus nietos Fernando Fernán Gómez y Mari Carmen Díaz de Mendoza.
En 1909, tuvo un hijo ilegítimo, de nombre también Fernando, con la actriz Catalina Bárcena, 26 años más joven, a quien legitimó casando a Catalina con el actor Ricardo Vargas.

## Trayectoria (selección)

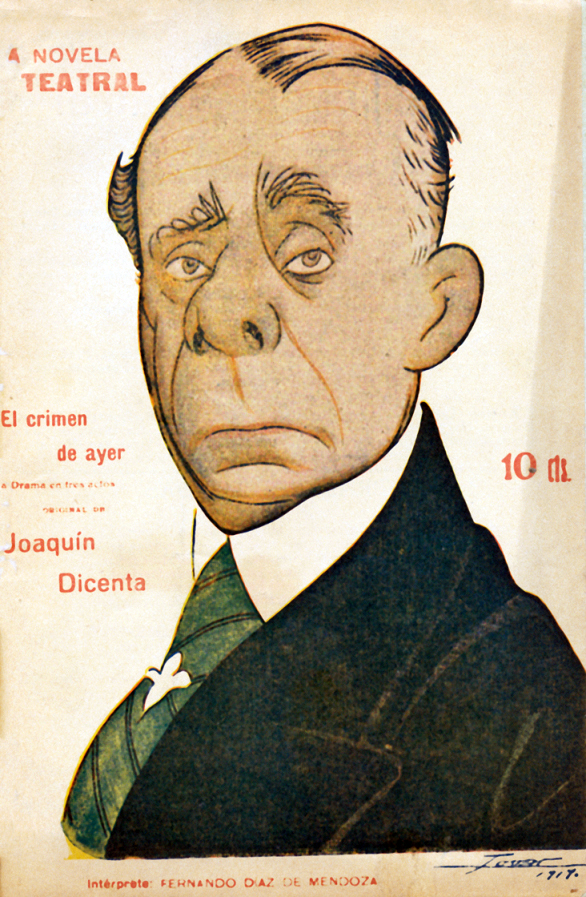
Caricaturizado por Tovar (1917)

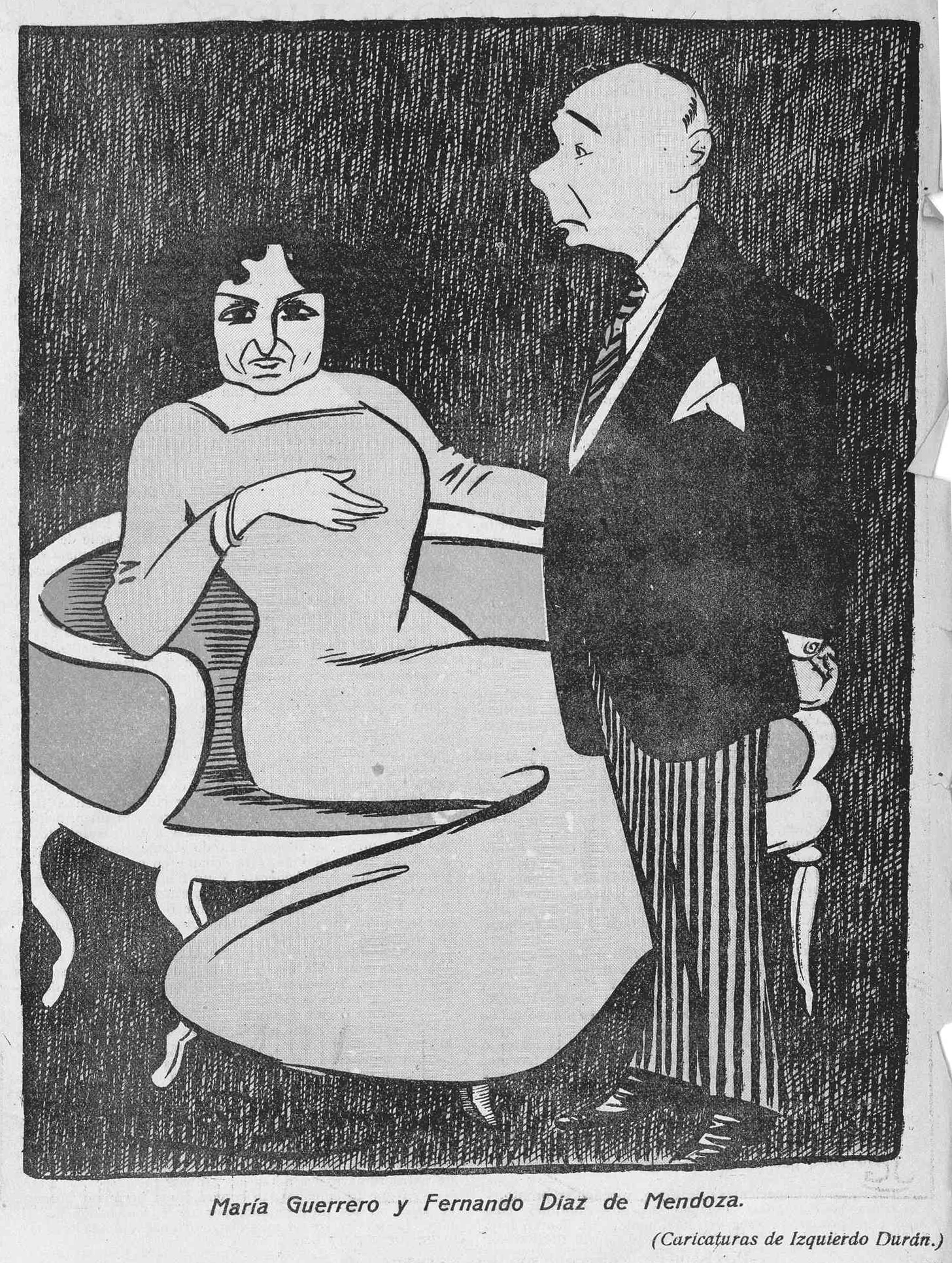
Caricaturizado junto a María Guerrero

- Mariana (1892), de José de Echegaray.
- El vergonzoso en palacio (1894), de Tirso de Molina.
- Entre bobos anda el juego (1895), de Francisco de Rojas Zorrilla.
- Mancha que limpia (1895), de Echegaray
- Voluntad (1895), de Benito Pérez Galdós.
- La calumnia por castigo (1897), de Echegaray.
- Cyrano de Bergerac, de Edmond Rostand.
- Las flores (1901), de los hermanos Álvarez Quintero.
- Mariucha (1903), de Galdós.
- La noche del sábado (1903), de Jacinto Benavente
- El abuelo (1904), de Galdós.
- El dragón de fuego (1904), de Benavente.
- Rosas de otoño (1905), de Benavente.
- El genio alegre (1906), de los Álvarez Quintero.
- Más fuerte que el amor (1906), de Benavente.
- La princesa Bebé (1906), de Benavente.
- Añoranzas (1906), de Manuel Linares Rivas
- Los intereses creados (1907), de Benavente.
- Las hijas del Cid (1908), de Eduardo Marquina.
- Amores y amoríos (1908), de los Álvarez Quintero.

- La araña (1908), de Ángel Guimerá.[19]
- Doña María la Brava (1909), de Marquina.
- La fuente amarga (1910), de Manuel Linares Rivas
- En Flandes se ha puesto el sol (1910), de Marquina.
- La flor de la vida (1910), de los Quintero
- Primavera en otoño (1911), de Gregorio Martínez Sierra
- El alcázar de las perlas (1911), de Francisco Villaespesa
- La alcaldesa de Pastrana (1911), de Marquina.
- Voces de gesta (1911), de Ramón María del Valle-Inclán.
- El rey trovador (1911), de Marquina.
- La marquesa Rosalinda (1912), de Valle-Inclán.
- Doña Desdenes (1912), de Manuel Linares Rivas
- Malvaloca (1912), de los Álvarez Quintero.
- Cuando florezcan los rosales (1913), de Marquina.
- La malquerida (1913), de Benavente.
- Mamá (1913), de Martínez Sierra
- El retablo de Agrellano (1913), de Marquina.
- Alceste (1914), de Galdós
- Campo de armiño (1916), de Benavente
- El último pecado (1918), de Pedro Muñoz Seca
- La calumniada (1919), de los Quintero
- La vestal de Occidente (1919), de Benavente
- El abanico de Lady Windermere (1920), de Oscar Wilde.
- La dama de armiño (1922), de Luis Fernández Ardavín.
- El doncel romántico (1922), de Fernández Ardavín.
- La propia estimación (1925), de Jacinto Benavente.